# Археолошко налазиште „Велико Кале“ у атару села Баботинац
У оквиру рановизантијског утврђења на локалитету Велико кале у Баботинцу код Прокупља, откривени су остаци једнобродне црквене грађевине, са полукружном апсидом на истоку и нартексом на западнојстрани, дим. 13,70m x 6,80m.
Нартекс ширине 3,5m настављаосе на јужну страну за приближно исту ширину завршавајући на истокуполукружном апсидом. У току ископавања у апсидалном делу установљена су степенастопостављена седишта за клер, остаци синтроноса. Правоугаони простор у центру апсиде, уз сам доњи степеник седишта указује на постојање часне трпезе. У југоисточном углу наоса формиран је плато у облику неправилног четвороугла, издигнут око пола метра у односу на под цркве. У његовом централном делу постављена је кружна писцина, пречника 0,70m на којој је регистрован одводни канал. Облогу зидова писцине чине два слоја кречног малтера. Овај простор је по свој прилици могао да служи за крштење. У већ поменутом јужном анексу цркве, у његовом апсидалном делу, налазио се басен који би према томе пре могао да служи као хонефтирионом. Овај јужни анекс би тако могао да представља ђаконикон и био је везан са наосом цркве вратима на јужном зиду. Начин градње цркве, олтарски простор са степенастим седиштима за свештенство, караткерише цркве VI века какве су откривене у ближој идаљој околини: на Царичином Граду.
Изградња пастофорија на западаној страни, уз нартекс, такође указује на предјустинијански период до прве половине VI века. 
Поред ове цркве у југоситочном делу утврђења налазила се још једна сакрална грађевина оријентисана у правцу исток запад са полукружном апсидом на истоку.
На западу је накнадно призидан нартекс. Димензијеброда износе 15,50m x 8,70m. Грађевина је зидана притесаним каменом везаним блатом, мада су видљиви и трагови малтера. Под је од набијене земље са танким малтерним премазом. Иако је грађевина само делимично истражена, њена архитектура, начин градње и употребљени материјал, као и налази фрагмената керамике индицирају VI век као време у коме је црква била подигнута. 
Када говоримо о једнобродним црквама у околини Ниша, можемо приметити да се у већини случајева ради о грађевинама мањих димензија, једноставних архитектонских решења и оскудном или потпуном непостојању декоративних елемента. На источној страни углавном завршавају полукружним апсидама, са спољне и унутрашње стране и нартексом назападној страни. Овакаве једноставне форме имају своје бројне прототипове на Истоку, пре свега Малој Азији, где их можемо наћи са или без нартекса.
Откривена керамика и новац указују на то да је утврђење са црквом подигнуто у VI в., у оквиру Јустинијанове изградње унутрашњег лимеса. Разлог за подизање знатног утврђења, на месту ван основних комуникација, била је заштита оближњих рудника. Ово је могло бити војно, административно и црквено средиште мање рудничке области на Великом Јастрепцу, као и седиште епископа.

## Извори
1. ↑  „07 Olivera Ilic PDF | PDF”. Scribd (на језику: енглески). Приступљено 2025-08-19.
2. ↑  Ј., Кузмановић-Цветковић (1986). Рановизантијска утврђења на Баботинцу. ГСАД. стр. 3.